# Onthobium montrouzieri
Onthobium montrouzieri är en skalbaggsart som beskrevs av Renaud Maurice Adrien Paulian 1984. Onthobium montrouzieri ingår i släktet Onthobium och familjen bladhorningar.
Artens utbredningsområde är Nya Kaledonien. Inga underarter finns listade i Catalogue of Life.